# Medusa (mythologie)
Medousa (Oudgrieks: Μέδουσα) of Medusa (gelatiniseerd) is een  monsterlijke chtonische figuur uit de Griekse mythologie. Medusa is de dochter van de zeegod Phorcys en zijn zuster Ceto en is de bekendste van de drie Gorgonen.
Medusa had ooit een bijzondere schoonheid. Ze woonde echter, tot haar verdriet, in een land waar de zon nooit scheen. Medusa smeekte Athena haar te laten vertrekken naar zonnige streken. Athena stond dit niet toe omdat ze vreesde dat de mensen niet haar, maar Medusa om haar schoonheid zouden prijzen.
In een andere versie van de mythe zou Medusa de toorn van Athena hebben gewekt doordat Poseidon haar in Athena's tempel had verkracht. De woedende Athena nam wraak door Medusa's prachtige haar in een hoop kronkelende slangen te veranderen. Verder zou iedereen die Medusa in haar ogen keek, gelijk verstenen. Sindsdien was het haar taak zo veel mogelijk mensen te verstenen. Haar zussen smeekten Athene om haar terug te veranderen. Ze zeiden: "Laat ons weer op haar lijken!", en zo geschiedde, want Pallas Athene veranderde ook hen in Gorgonen, en gaf hen vervolgens het eeuwige leven.
Uiteindelijk werd ze gedood en onthoofd door de held Perseus, die hierbij onder meer door Athena geholpen werd. Uit haar bloed werden (als gevolg van een eerdere liefde met Poseidon) het gevleugelde paard Pegasus en de reus Chrysaor geboren. Met het hoofd werd door Perseus een zeemonster en een geheel leger versteend, en de koning die hem de opdracht gaf Medusa te doden. Uiteindelijk werd haar hoofd door Perseus aan Athena geschonken, die het op haar schild plaatste om vijanden mee te kunnen verstenen.

## Medusa in de moderne cultuur
- In de fantasyfilm The Medusa against the Son of Hercules uit 1963 van regisseur Alberto De Martino, moet Perseus Medusa verslaan.
- Een door Medusa geïnspireerde gorgo komt voor in de griezelfilm The Gorgon uit 1964 van regisseur Terence Fisher.
- In de Clash of the Titans-films uit 1981 en 2010 verslaat Perseus het monster de Kraken met het afgehakte hoofd van Medusa. Medusa werd vertolkt in de remake door Natalia Vodianova. In de originele film is Medusa een stop-motion-creatuur van Ray Harryhausen.
- Medusa komt voor in de aflevering Perseus & the Gorgon (1991) uit de tv-serie The Storyteller: Greek Myths. Medusa werd hier vertolkt door Frances Barber.
- Het schilderij de Medusakop van Caravaggio is te zien in de giallo-film The Stendhal Syndrome uit 1996 van regisseur Dario Argento.
- Medusa komt voor in de Griekse horrorfilm Medousa uit 1998.
- Een Medusakop is beeldmerk van het Italiaanse modehuis Versace.
- Le masque de la Méduse: een Franse fantasy-horrorfilm uit 2009 geregisseerd door Jean Rollin. De film is een hedendaagse vertelling van het Griekse mythologische verhaal van de Gorgon en werd geïnspireerd door de griezelfilm uit 1964.
- In Percy Jackson & the Olympians: The Lightning Thief  uit 2010 vermoordt Percy Medusa door haar hoofd af te hakken. Medusa werd hier vertolkt door Uma Thurman.
- In Assassin's Creed Odyssey doet Medusa haar intrede als vijand van het hoofdpersonage.
- Het Marvel-personage Medusa is gebaseerd op de mythologische Medusa.
- In de horrorfilm Medusa: Queen of the Serpents uit 2020 wordt een jonge vrouw gebeten door een slang en transformeert in een soort Medusa. De hoofdrol werd vertolkt door Megan Purvis.
- In Dante's Divina Commedia staat Medusa symbool voor de wanhoop, die men niet moet aanstaren, daar het iemand ter plekke versteent.
- In de roman De blik van Medusa (2023) van Natalie Haynes wordt een alternatief beeld van Medusa geschetst als weliswaar een gevaar maar ook als een geliefd personage.
- In het computerspel Hogwarts Legacy is er een opslagruimte aanwezig met daarin een schilderij van Medusa dat de speler in steen kan veranderen.
- Medusa is een thema in dress to impress

## Trivia
- Medusa wordt als symbool gebruikt op enkele wapens en vlaggen, zoals op het wapen van de Tsjechische gemeente Dohalice of op de vlag van Sicilië.
- De Medusakop of gorgonenkop (gorgoneion) is een bekend element in de kunst van de klassieke oudheid.
- In veel talen worden kwallen, vanwege hun giftigheid en uiterlijke overeenkomst met Medusa's hoofd vol kronkelende slangen, aangeduid als medusa (Frans méduse, Russisch medusa, Italiaans medusa).

## Afbeeldingen

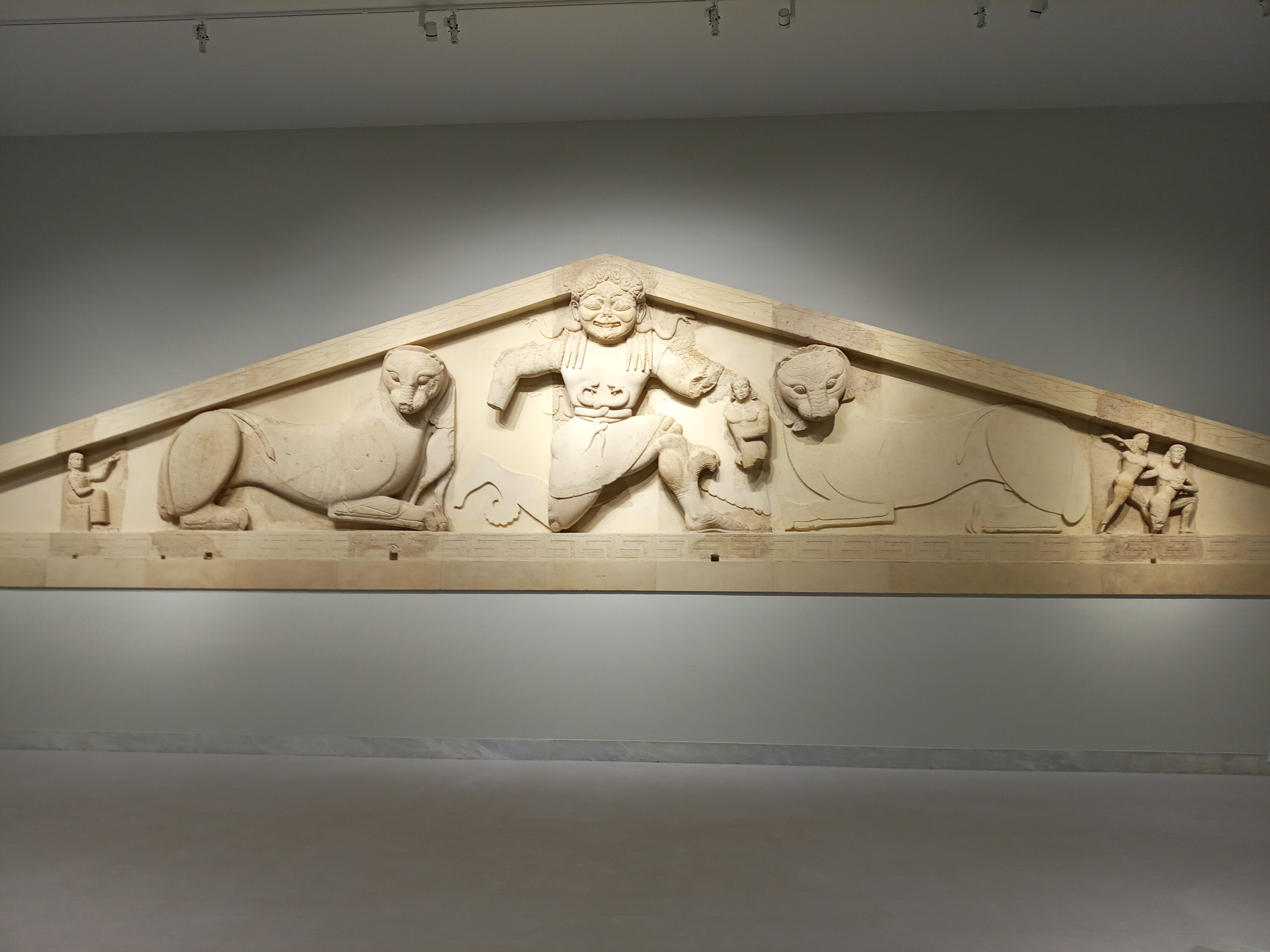
De gorgoon Medusa op de tempel van Artemis in Korfoe, ca. 590 v.Chr., Archeologisch Museum van Korfoe.
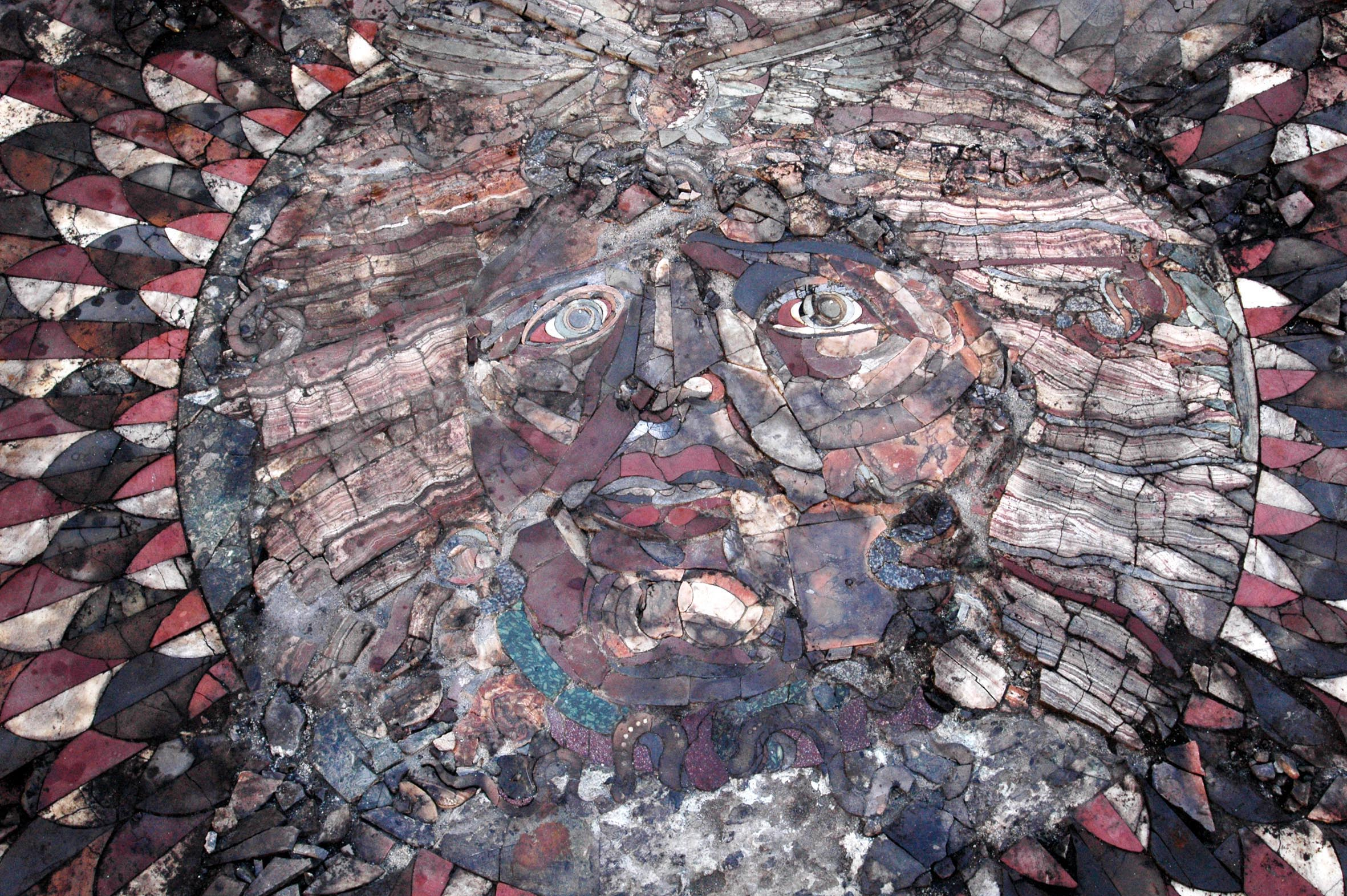
Medusamozaïek uit Kibyra, ca. 250 n.Chr.
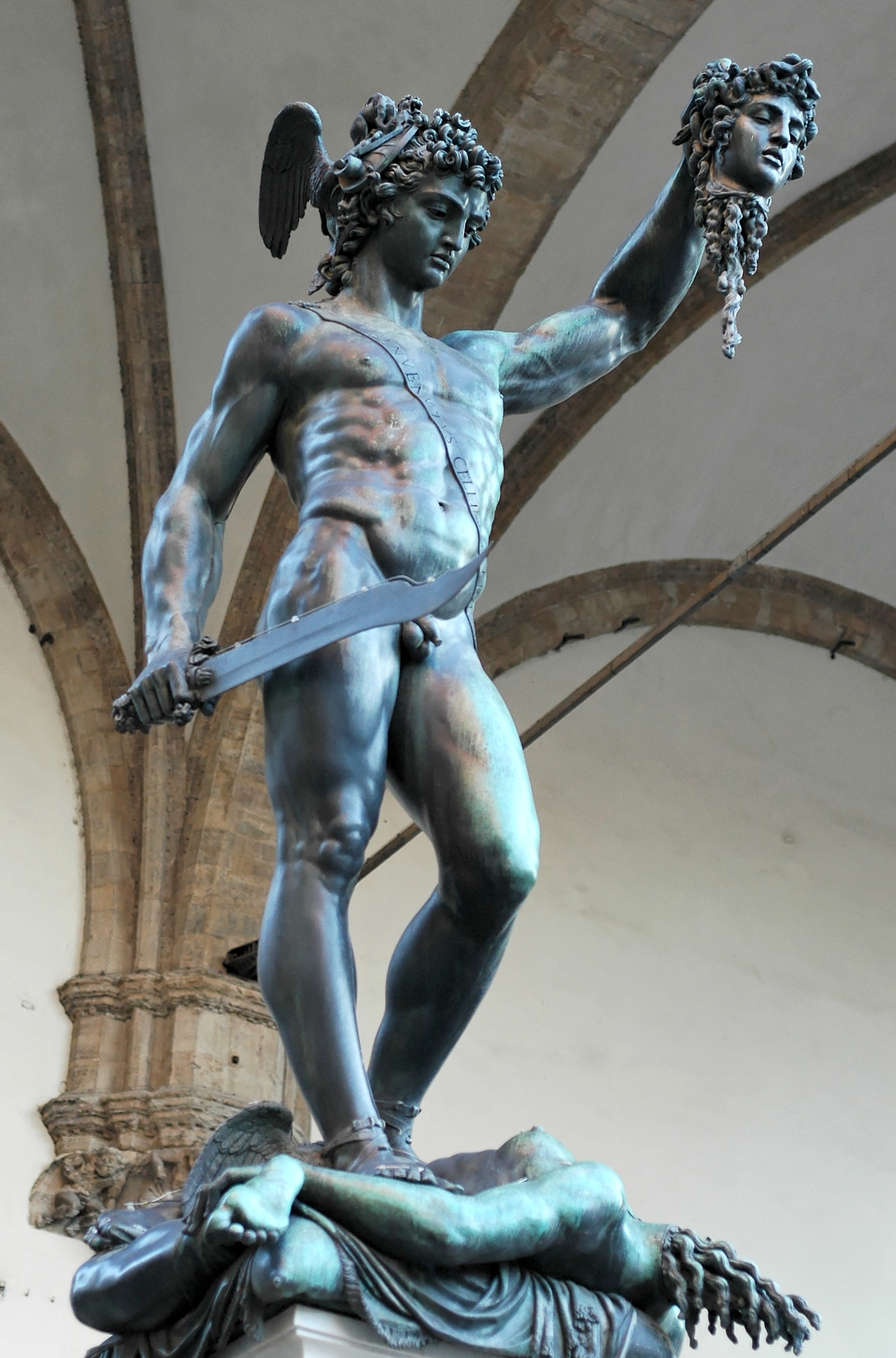
Perseus met het hoofd van Medusa, bronzen beeld door Benvenuto Cellini (1545–1554) in de Loggia dei Lanzi te Florence.
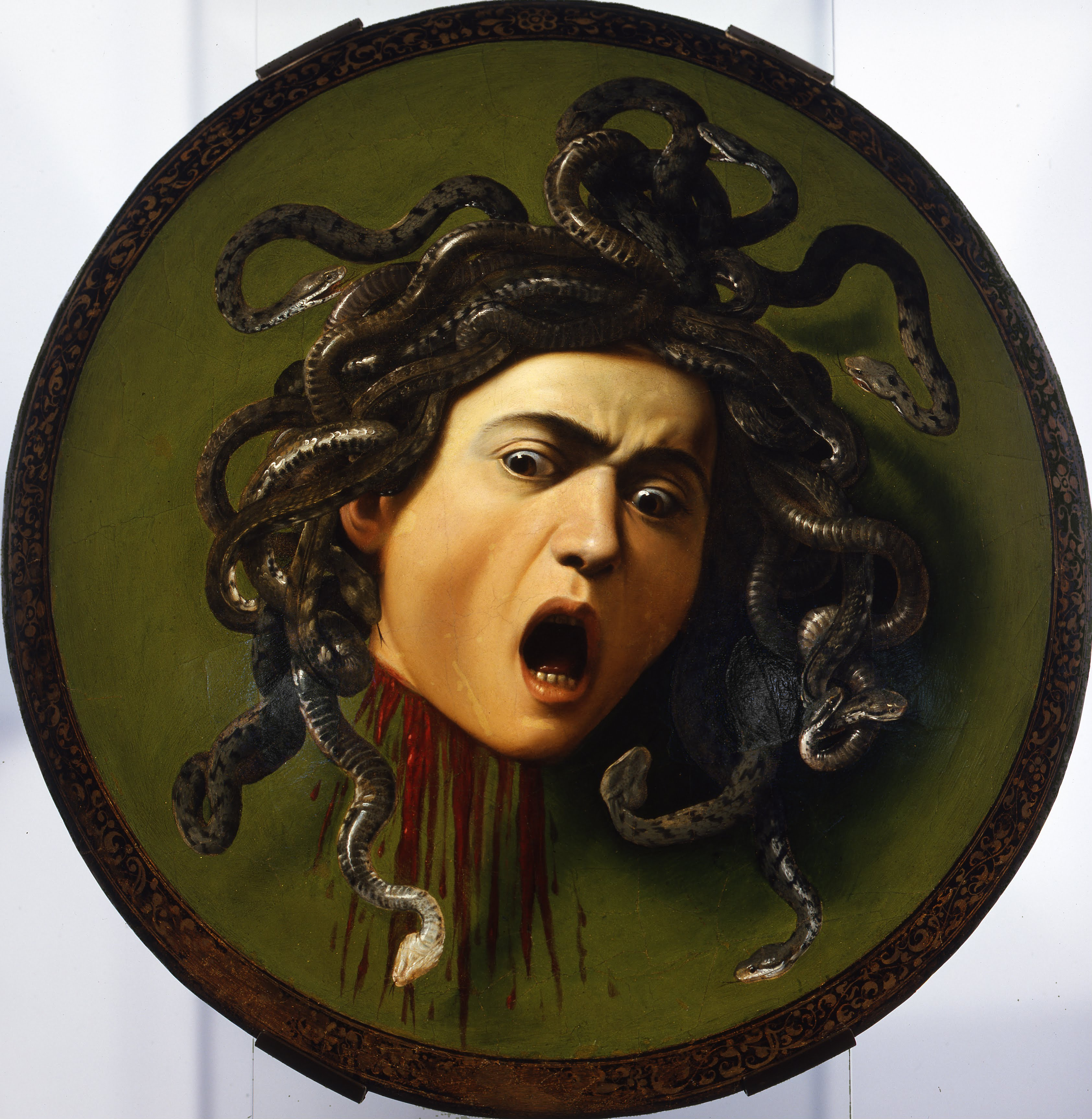
Kop van Medusa door Caravaggio, 1592-1600. Uffizi, Florence
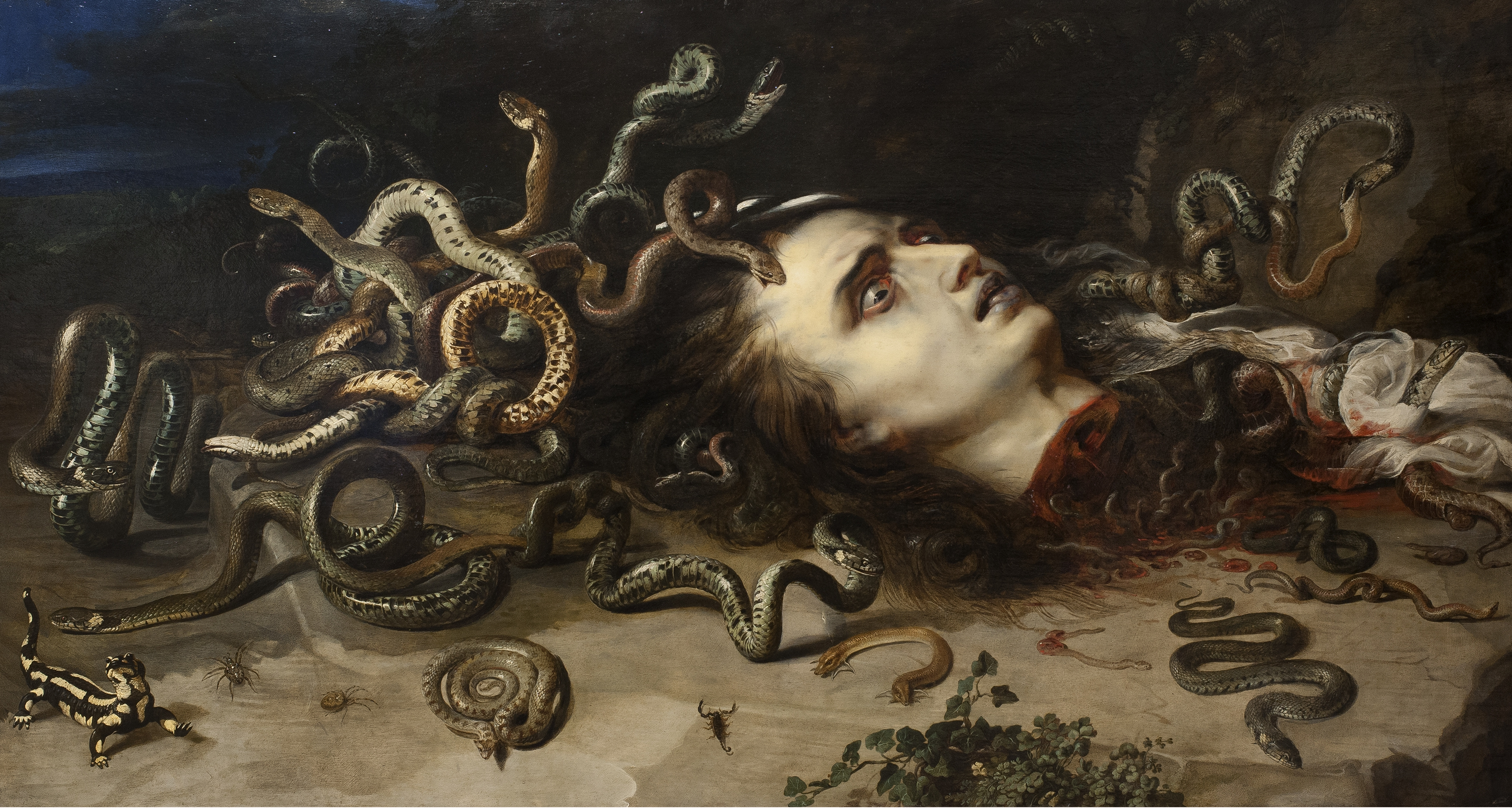
Hoofd van Medusa door Peter Paul Rubens, c. 1617
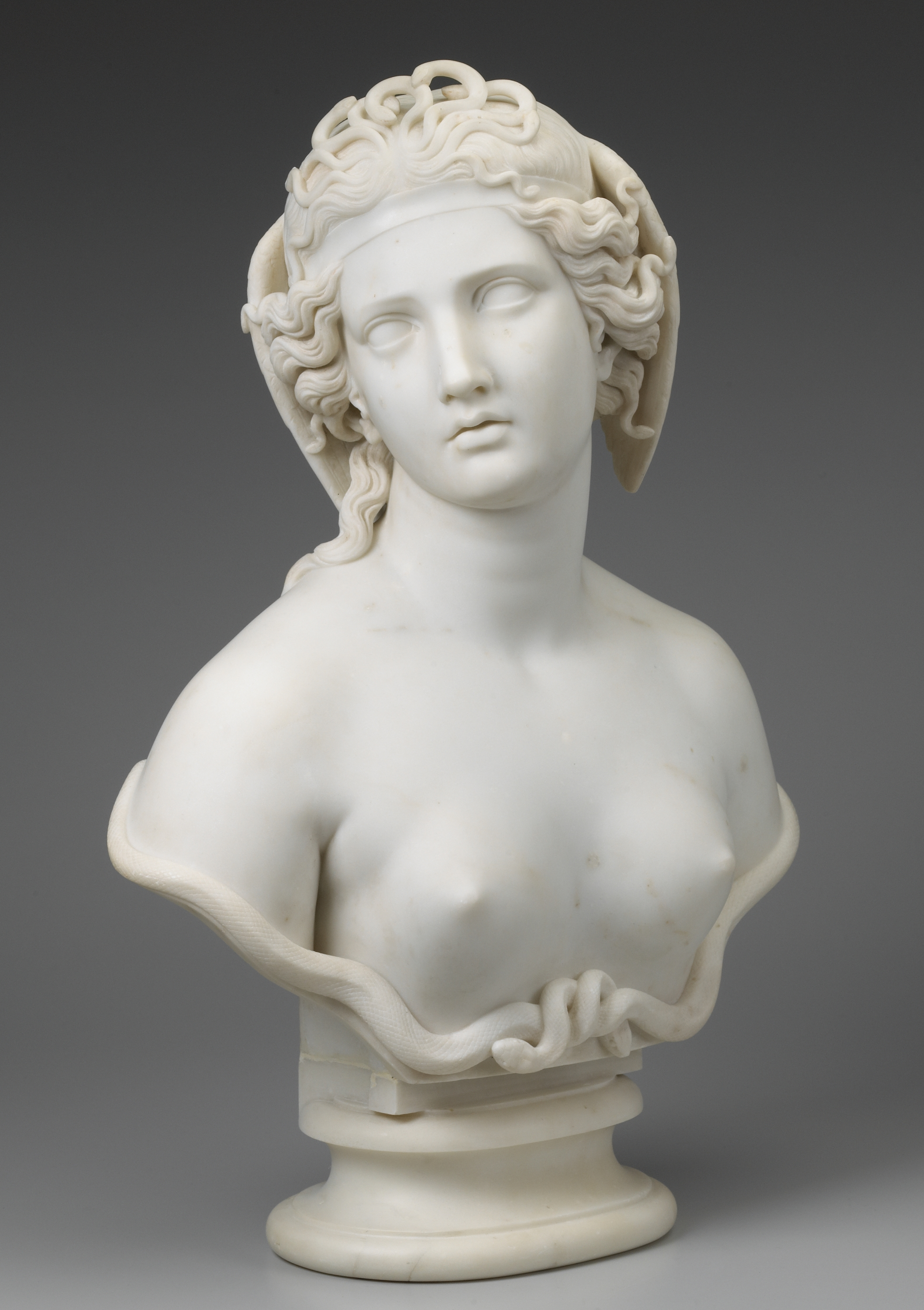
Marmeren buste van Medusa, Harriet Hosmer (ca. 1854)
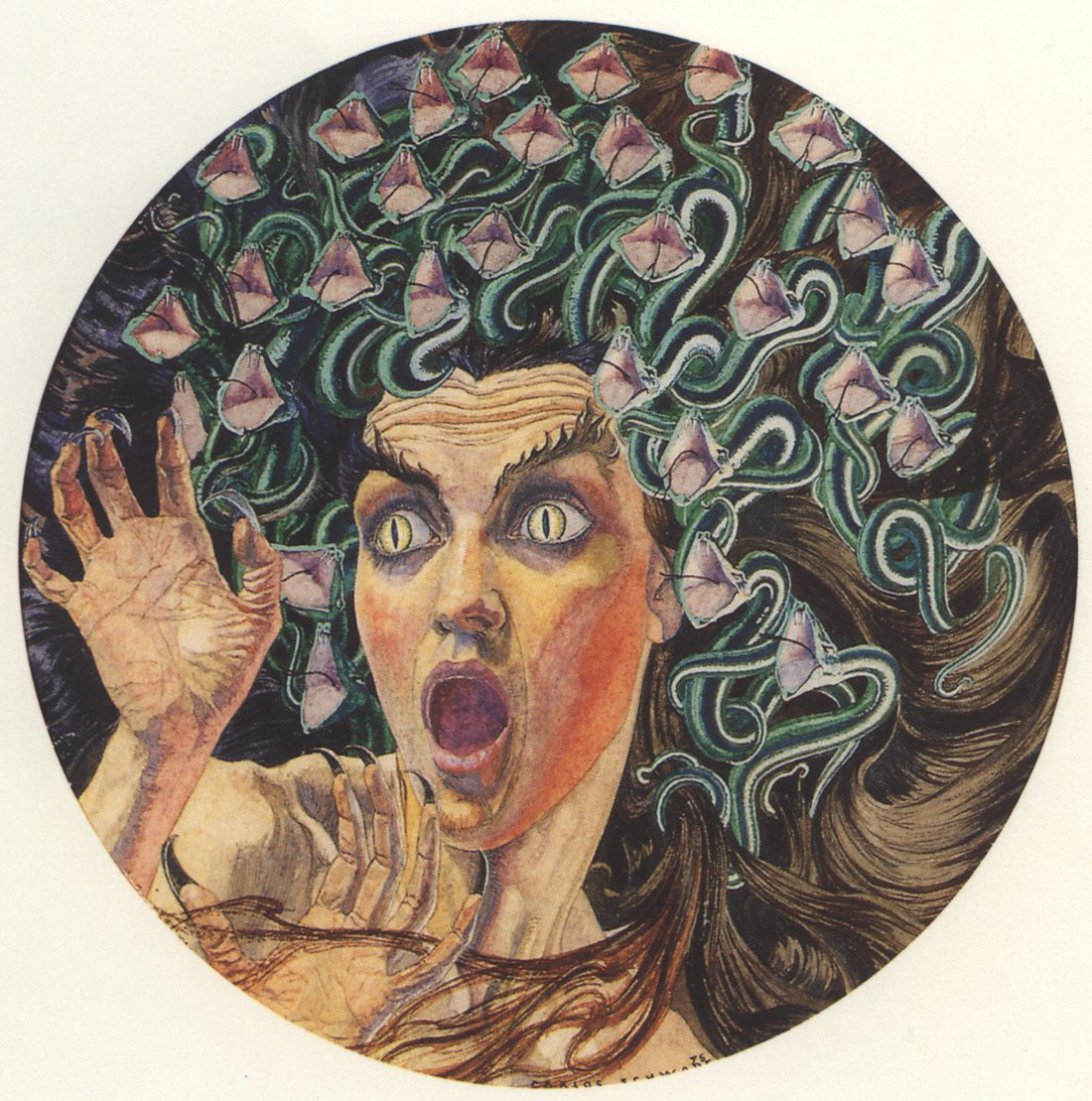
Medusa door Carlos Schwabe, 1895
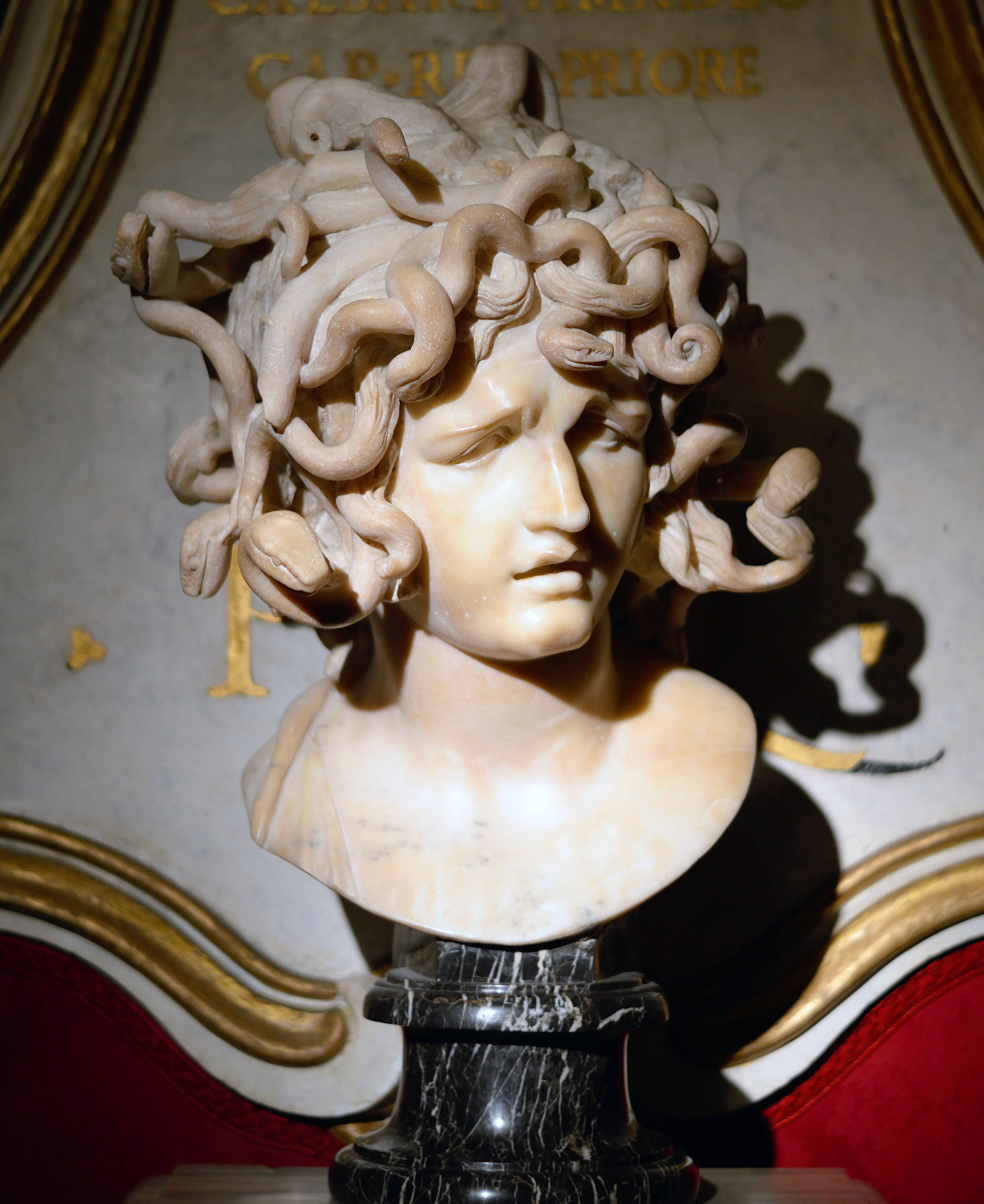
Medusa door Gian Lorenzo Bernini, 1630
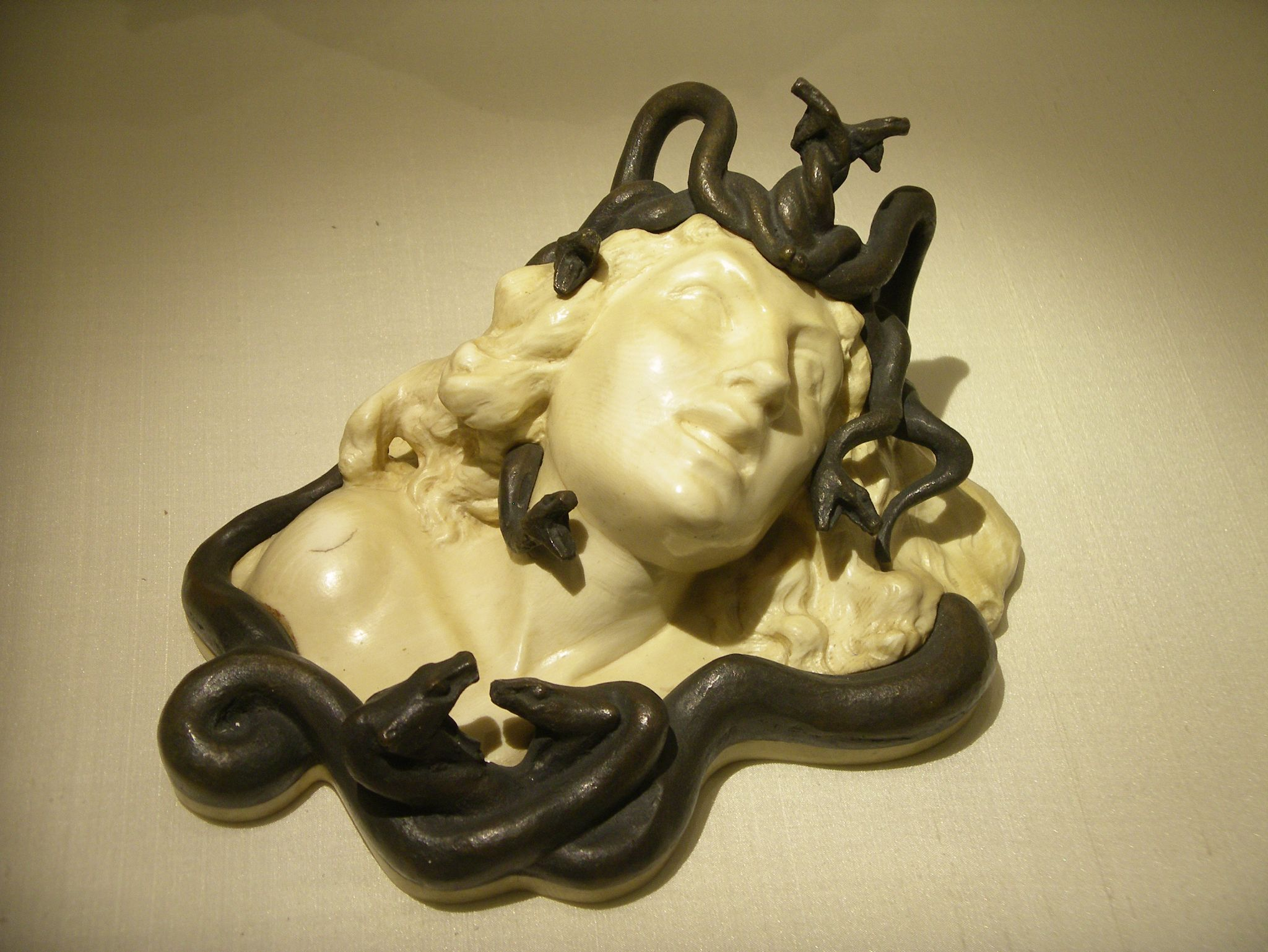
Medusa door René Lalique (1860-1945)
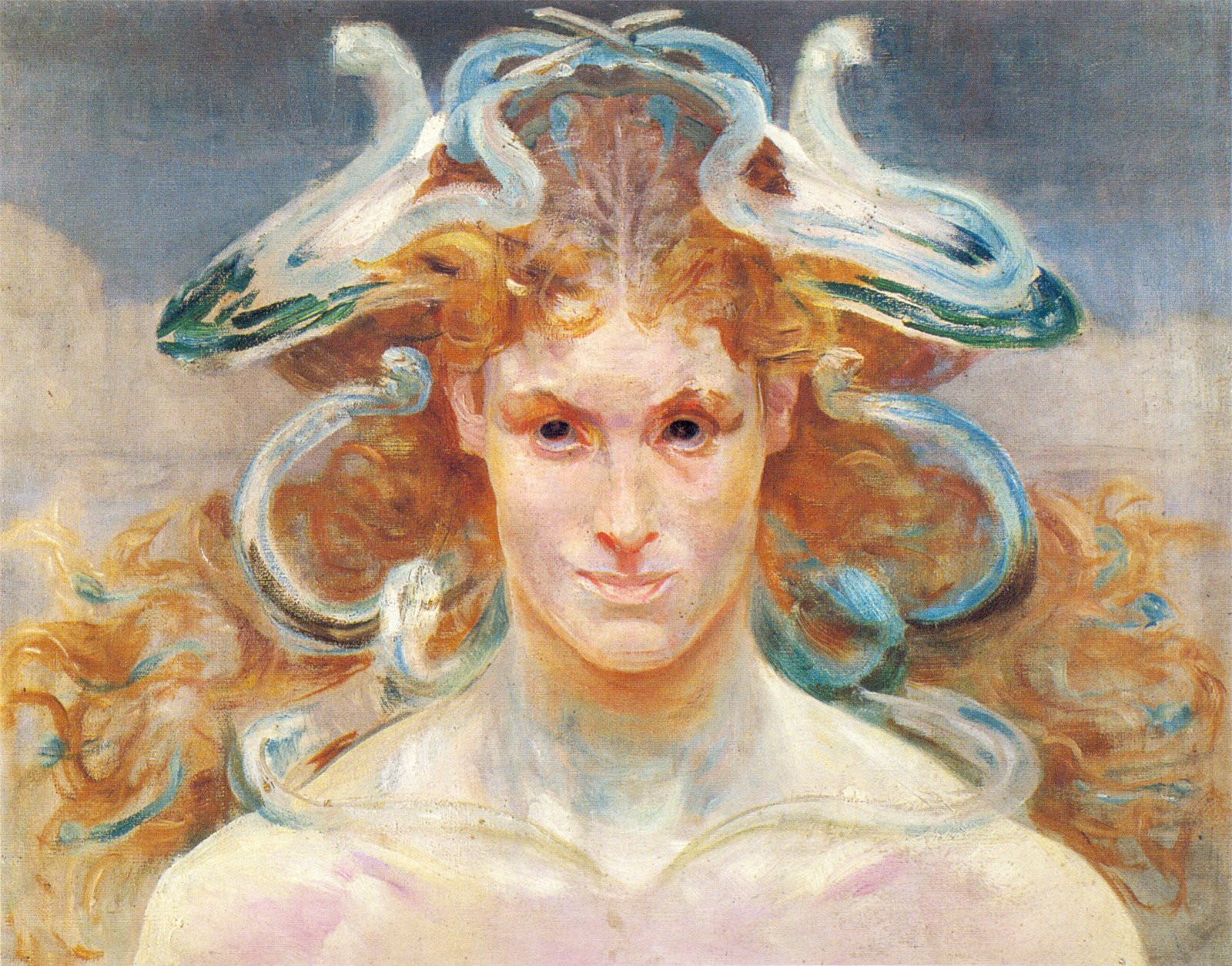
Medusa door Jacek Malczewski, 1900
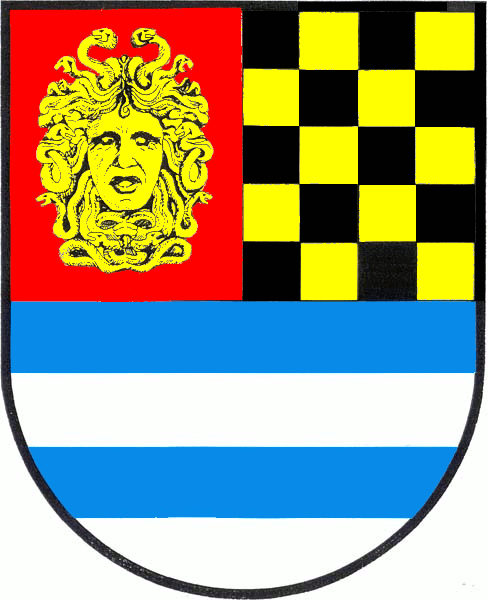
Medusa met amphibaena op het wapen van Dohalice, Tsjechië
Vlag van Sicilië met het hoofd van Medusa en een triskelion
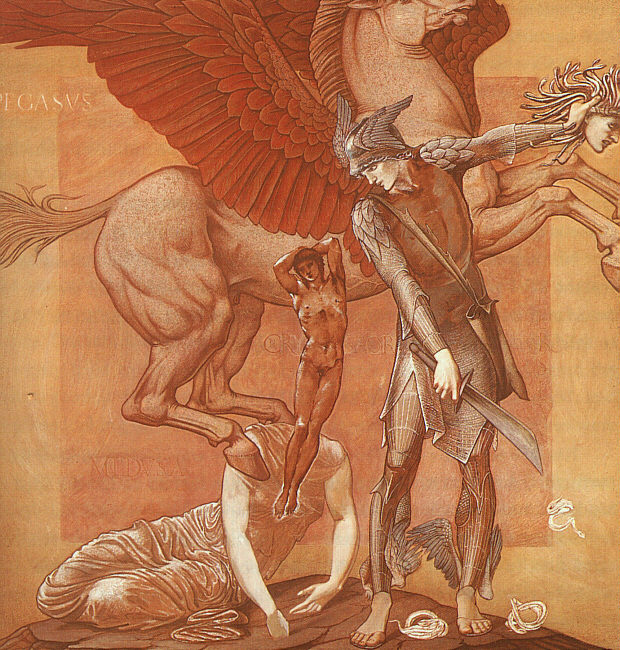
De geboorte van Pegasus en Chrysaor, Edward Burne-Jones, 1876-1885